# Ганский, Владимир Александрович
Владимир Александрович Ганский (бел. Уладзімір Аляксандравіч Ганскі, 2 декабря 1986, Новополоцк) — белорусский ученый, доктор экономических наук, кандидат исторических наук, доцент.

## Биография
Окончил историко-филологический факультет Полоцкого государственного университета, получив квалификацию историка, преподавателя истории и социально-гуманитарных дисциплин. Параллельно получил квалификацию экономиста-менеджера, после также прошёл переподготовку по культурологии.
Диссертацию на соискание ученой степени кандидата экономических наук по специальности «Экономика и управление национальным хозяйством» защитил в 2015 году во Львовской коммерческой академии Укоопсоюза. Тема диссертации «Механизм функционирования национального рынка туристических услуг».
Диссертацию на соискание ученой степени кандидата исторических наук по специальности «Отечественная история» защитил в 2020 году в Могилёвском государственном университете имени Аркадия Кулешова. Тема диссертации «Развитие туризма в Западной Беларуси (1921—1939 гг.)».
В 2021 году Президиум Высшей аттестационной комиссии Республики Беларусь присвоил ему ученое звание доцента.
20 апреля 2021 года во Львовском торгово-экономическом университете защитил диссертацию на соискание ученой степени доктора экономических наук по специальности «Экономика и управление национальным хозяйством». Тема докторской диссертации: «Теоретико-методологические основы управления ресурсами наследия в системе национальной экономики». 29 июня 2021 года Министерство образования и науки Украины приказом № 735 утвердило решение о присуждении ему ученой степени доктора экономических наук.
В. А. Ганский начал трудовую деятельность в 2006 году в научно-исследовательском секторе Полоцкого государственного университета. В 2007—2009 годах работал на предприятиях туристической индустрии, в том числе директором. Преподавал на спортивно-педагогическом (с 2010 года) и финансово-экономическом (с 2012 года) факультетах Полоцкого государственного университета. С 2018 по 2024 год — старший научный сотрудник, доцент кафедры экономики и управления, доцент кафедры бизнес-администрирования и маркетинга Института предпринимательской деятельности в Минске. Стажировался в высших учебных заведениях и научных организациях в Чехии, Польше, Литве и др. В 2021—2023 годах принимал участие в выполнении научно-исследовательских проектов в Институте экономики и бизнес-администрирования Университета Центрального Китая.

## Научные интересы
Относительно экономических взглядов декларирует приверженность идеям Австрийской школы. Занимается исследованием теории и практики управления новыми ресурсами в системе современной экономики, вопросами экономической урбанистики и ревитализации, проблемами управления, коммерциализации и использования в хозяйственной деятельности объектов культурного и природного наследия, вопросами устойчивого социально-экономического развития исторических поселений и мест, а также истории, экономики и организации туризма, национального и международного рынков туристических услуг и др. Также занимается краеведческим изучением Северной и Северо-Западной Беларуси, вопросами кластеризации, трансграничного и международного сотрудничества и т.
Автор около 200 научных публикаций, в том числе около 20 монографий, учебно-методических изданий, а также множества статей в отечественных и зарубежных научных журналах, в том числе изданиях индексируемых в базах Scopus и Web of Science и др. Организатор и соорганизатор 10 международных научных и научно-практических конференций, посвящённых вопросам устойчивого развития, экономики, культурного наследия, краеведения в Минске, Гданьске, Витебске, Полоцке, Новополоцке, Верхнедвинске, Браславе и др.

## Авторские профили
- Профиль автора в Google Scholar
- Профиль автора в РИНЦ
- Профиль автора в Web of Science